# 고봉국사주자원불
고봉국사주자원불(高峰國師廚子願佛)은 전라남도 순천시 송광면 신평리, 송광사에 있는 원불이다. 1972년 1월 19일 전라남도의 유형문화재 제28호로 지정되었다.

## 개요
불상을 모시기 위해 나무나 돌, 쇠 등을 깎아 일반적인 건축물보다 작은 규모로 만든 공간을 불감(佛龕)이라 한다. 불감은 그 안에 모셔진 불상의 양식뿐만 아니라, 당시의 건축 양식을 살필 수 있는 중요한 자료가 된다.
송광사의 16번째 국사인 고봉화상이 소지했던 원불(願佛)이라 전하고 있다. 이 불감은 문을 열면 바로 양편 문 내벽에 문짝이 있고, 내부벽에 불·보살 등을 양각으로 조각하였다.
중앙에 있는 주존불(主尊佛)은 대일여래불로 손모양은 통일신라시대 이후 전통적인 비로자나불이 보통 취하는 손모양이 아닌 금강권인을 하고 있다. 좌우 부처는 모두 여래상으로서 왼쪽에 보신불인 노사나불(盧舍那佛)과 오른쪽에 화신불인 석가여래가 각각 협시불로 배치되었는데, 이러한 삼존불의 배치는 조선시대에 들어서면서 사찰의 대적광전(大寂光殿)에서 볼 수 있는 통례라 하겠다. 또 아랫부분에는 부처님의 두 제자가 서 있고 그 양편에는 보살상이 앉아 있는 상으로 배치되었다.
광배(光背)는 여래상이 머리광배와 몸광배를 나타냈는데 비해 보살상과 제자상은 머리광배만을 조각하였다. 이들 불상에서 중앙 벽면의 두 제자상을 제외하고는 모두 연꽃무늬 대좌(臺座)를 갖추고 있다.
특히 이 불감에서 주목되고 있는 것은 문비상인데, 일반적으로 문비에는 인왕상이 배치되는 것이 통례이나 이들 문에는 오른쪽에 두건을 쓴 지장보살과 왼쪽에 보관(寶冠)을 쓴 관음보살이 배치되었다.
이 불감에서 보여주는 불상들의 인상은 모두 정상적이지 않으며 찌들거나 뒤틀어져 있는 표정을 하고 있다. 물론 작은 공간에 섬세한 표정을 조각하는데 어려움이 뒤따랐을 것이나 어딘가 한국의 불상에서 나타나는 얼굴 표정을 찾기가 매우 어려운 것 같다.

## 참고 자료
- 고봉국사주자원불 - 국가유산청 국가유산포털